# Battaglia di Mitilene (406 a.C.)
La battaglia di Mitilene fu una battaglia navale della guerra del Peloponneso, avvenuta nel 406 a.C., che vide gli Spartani vincere gli Ateniesi; dopo che i resti della flotta ateniese si furono rifugiati a Mitilene, essi riuscirono ad avvisare Atene della loro condizione, e quest'ultima mandò loro una flotta di soccorso di 150 navi, che si scontrarono e vinsero gli Spartani nella battaglia delle Arginuse, di poco successiva.

## Antefatto
Nel 406 a.C. il generale spartano Lisandro, che aveva ottenuto l'anno precedente diversi successi nella guerra contro Atene, venne sostituito come navarca da Callicratida. Lisandro, geloso, fece in modo di restituire il restante dei fondi ricevuti da Ciro ai Persiani e istigò molti amici nell'esercito e gli alleati contro Callicratida, mettendone in dubbio le abilità.
Callicratida, nonostante le difficoltà (Ciro stesso, udendo le voci, temporeggiò nel concedere altro denaro), riuscì ad ingraziarsi l'esercito ed ottenne fondi da Mileto e Chio, portando la flotta da 90 a 140 navi.
In seguito si diresse verso l'isola di Lesbo e catturò agli Ateniesi la città di Metimna, dove si oppose alla vendita in schiavitù dei cittadini, accettando che la sola guarnigione ateniese subisse tale sorte. Lo stratego ateniese Conone, che era giunto da Samo per soccorrere gli alleati con 70 navi, arrivò troppo tardi e si ritirò a Mitilene.

## La battaglia
Quando gli Ateniesi giunsero a Mitilene, però, i cittadini impedirono alle loro triremi di approdare nel porto, perciò Conone si vede costretto a prepararsi alla battaglia imminente; nello scontro gli Spartani gli fecero perdere trenta triremi.
Conone, dopo aver portato in secca le navi, fu assediato dalle forze di Mitilene, Sparta e da quelle giunte da Chio. Nel frattempo Callicratida ricevette anche i fondi dalla Persia e Conone, ormai bloccato, decise di preparare in segreto le due navi migliori con gli equipaggi più addestrati, con le quali contava di darsi alla fuga.
L'occasione per lasciare gli ormeggi giunse a mezzogiorno, quando la guardia nemica era meno preparata. Una nave si diresse verso l'Ellesponto, mentre l'altra in mare aperto; accortisi della fuga, gli Spartani partirono rapidamente intercettando e catturando una delle navi fuoriuscite, nonché dieci delle dodici navi giunte in rinforzo con Diomedonte, ma l'altra nave riuscì a giungere ad Atene.

## Conseguenze
Quando questa nave sbarcò al Pireo e diede la notizia dell'assedio di Conone, la città in un mese preparò 110 navi, e che furono rafforzate da altre 40 raccolte presso Samo.
L'incontro della nuova flotta ateniese con quella spartana culminò nella battaglia delle Arginuse, in cui gli Ateniesi ebbero un'effimera vittoria, dato che poi i generali ateniesi furono processati e ingiustamente condannati a morte.